# Edera (colonna sonora)
Edera è un album del cantante italiano Amedeo Minghi, pubblicato nel 2006 dall'etichetta discografica RTI S.p.A./L'Immenso, si tratta della colonna sonora realizzata per la telenovela Edera.

## Tracce
1. Tema d'amore di Edera
2. Stacco 1
3. Commento esterno
4. Mistico
5. Divertito
6. Stacco 2
7. Cattivo con tensione
8. Stacco 3
9. Tema drammatico
10. Stacco 4
11. Stacco 5
12. I ricordi del cuore (base)